# Kotor (tvrđava u Republici Srpskoj)
Kotor ili Kotor-grad bio je srednjovjekovna utvrda iznad današnjeg naselja Kotor u gradu Kotor Varoš (u istoimenoj opštini u Republici Srpskoj, BiH). Nalazio se u Donjim Krajima, župa Vrbanja. U nekim novijim (2002) izvorima stoji da se naselje ispod utvrde zove Kotorište, što nikada nije odgovaralo stvarnom stanju, jer je Kotorište kotorvaroško naselje na suprotnoj (desnoj) obali Vrbanje.
U izvornom obliku (čije razvaline i danas postoje), u Kotoru je bila kula, nešto poviše na grebenu iznad rijeke Jakotine i tamnica (neposredno iznad vodopada). Kula i tamnica su bile povezane kamenim (izlomljenim) stepeništem. U kuli se, sve do oslobođenja Kotor-Varoši, 1945, nalazilo zvono impozantnog prečnika: 5 m. Njegova dalja sudbina je nepoznata.
Najranije pominjanje Kotora je početak srednjeg vijeka, svakako dosta prije 9. vijeka, jer je, prema vjerodostojnim izvorima, prije toga bio „nekoliko puta poharan”.
Podatak je preuzet iz djela Baltazara Splićanina, neosporno kasnog pisca, koji, u vezi sa dešavanjima u 9. vijeku pominje Bosansko kraljevstvo i porijeklo imena današnjeg grada Kotora u Boki kotorskoj, koji je kao i Risan, tada bio u graničnom području jugoistočnog dijela Kraljevine Bosne.
Prema oba izvora, prilikom imenovanja budućeg grada Kotora, u to vrijeme su Ugari često upadali u Bosansko kraljevstvo i više puta opustošili teritoriju bosanskog grada Kotora, koji je u drugoj knjizi svoje „Geografije” Gerard Rudniger označio kao Vesekatro, koji se nalazi blizu Banje Luke. Plemići iz bosanskog Kotora, po imenu Nedor, Miroslav i Vuksan, uz još neke druge, saznavši da se zida novi grad na moru, krenuli su sa svom svojom imovinom velike vrijednost u zlatu i srebru prema poznatoj lokaciji, budući da je Bosansko kraljevstvo bilo bogato rudama plemenitih metala. Kada su, prema navodima Mihajla Solinjanina (u opisu Dalmacije), stigli u Risan, razglasili su svoju namjeru da tu podignu tvrđavu u kojoj će biti sigurni. Kad su to doznali građani tadašnjeg naselja Askrivija, pozvali su da planirani trošak ulože u izgradnju već započetog grada, „te da združeni žive kao pravi prijatelji i građani”. 
Bosanci, koji su to inače željeli, ne prihvatiše odmah ovaj prijedlog već poslije nekoliko dana odgovoriše da su spremni udovoljiti njihovom traženju, ali pod uslovom da se novi grad nazove imenom njihove otadžbine, Kotor. Ovo nisu prihvatili Askrivljani, ali se docnije (kaže Solinjanin), po nagovoru svog biskupa, složiše da bace žrijeb, te da tako odluče kojim imenom da se grad nazove. I žrijeb ispade u prilog Kotorana Bosanaca.
Naredni dostupni podaci potiču iz 1382, kada je grad pripadao hercegu Hrvoju Vukčiću Hrvatiniću (oko 1350—1416). Kao garanciju za pozajmljeni novac 1412. ga je dobila njegova žena Jelena. Kotor je i dalje ostao omiljeno Hrvojevo odredište, u kojem je i umro.
Kotor je kasnije postao dio Jajačke banovine, a Osmanlije su ga osvojile 1519, 52 godine nakon zvaničnog pada Bosne. Okupatorske snage su nadirale niz dolinu Vrbanje, a najsnažniji otpor njihovom daljem prodoru pružila je odbrana Korora u boju na Večićkom polju, nakon čega su Osmanlije veoma brzo zauzele i Banju Luku, Srbac i Kobaš, Derventu i cijelu Posavinu. Nakon toga, nakratko su prešli i u Slavoniju.
Timari kotorskih mustafhiza su bili čak u selima oko Visokog i Visočkog Dubrovnika (vjerovatno glavne trgovinske ispostave). Hamdija Kreševljaković pretpostavlja da su mustafhizi „u Kotor premješteni iz nekog grada, koji je bio bliži Visokom”.
Sve do 1838, Kotor je imao sopstvenu posadu. Za vrijeme austrijske okupacije desne obale Save, u Kotor je premještena posada i uprava Kobaške kapetanije, koja je sudbeno bila u nadležnosti Jajačke kapetanije. Zabilježeno je da je 1833. u utvrdi Kotor bio samo jedan top.
Hamdija Kreševljaković dalje piše, prema nepisanim izvorima:
... Po imenu poznati su mi ovi dizdari: Huseinaga 1557, Salihaga do 1748, njegov nasljednih Avdaga od 1758. do iza 1793, Mehmedaga 1810. i njegov sin Abdurahmanaga 1816. Godine 1858. dobrovoljno je ustupio Salihaga službu dizdara svome bratu Avdagi. Dizdarev timar u Tačbilu iznosio je 3400 akči.

Anonimni opis kaže da je Kotor mala tvrđavica, opasana bedemom, sa malim topovima, a uz nju predgrađe sa, po prilici, sedamdeset kuća...
Kreševljaković uzima Jukića kao izvor da se grad i tvrđava Kotor zovu Bobas, „a u narodu se i danas čuje Bobac”. Da je otišao u naselje Kotor, saznao bi da se tako nazivaju vodopad ispod bivše tamnice i  snažan izvor (točak), jedan od njih više, pitke vode. Još 1960-ih, za ramazanske iftare, voda se odnosila i u najudaljenija domaćinstva Kotor Varoši. Stanovništvo Kotora je govorilo da je bilo na Bobācu, dok su oni iz ostalih dijelova grada insistirali na, navodno, „pravilnom” Bobas.
Današnji izgled kule i tamnice je primjer nebrige i zapuštenosti značajnog spomenika srednjovjekovne kulture, a lokalne vlasti neće ili ne znaju da ih iskoriste kao vrijedno i unosno turističko dobro. Ostaci Hrvojeve tvrđave se nalaze na Privrermenom spisku nacionalnih spomenika Bosne i Hercegovine.